# Gelber Fleckleibbär
Der Gelbe Fleckleibbär oder Gelbe Tigermotte (Spilosoma lutea) ist ein Schmetterling (Nachtfalter) aus der Unterfamilie der Bärenspinner (Arctiinae).

## Merkmale
Die Falter erreichen eine Flügelspannweite von 30 bis 42 Millimetern. Sie haben gelbe Vorderflügel, auf denen eine sehr variable, schräg angeordnete Reihe von schwarzen Punkten sichtbar ist. Ihr Körper ist schwarz und gelb geringelt.
Die Raupen sind weißlich oder hellbraun (je nach Alter) gefärbt und haben eine braune Rückenlinie. Sie sind stark hellbraun behaart. Ihr Kopf ist ebenfalls hellbraun.

## Vorkommen
Sie kommen in ganz Europa, außer im hohen Norden, und östlich bis nach Japan vor. Sie leben an Waldrändern und in warmem und offenem Gelände und Gärten. Sie bevorzugen eine höhere Luftfeuchtigkeit und sind somit an gehölzreiche Gebiete gebunden. Sie fliegen von Mai bis Juli und von August bis September.

## Lebensweise
Die Tiere sind nachtaktiv und zweibrütig (bilden eine zweite Generation im Herbst).

### Larvalentwicklung und Lebensweise der Raupen

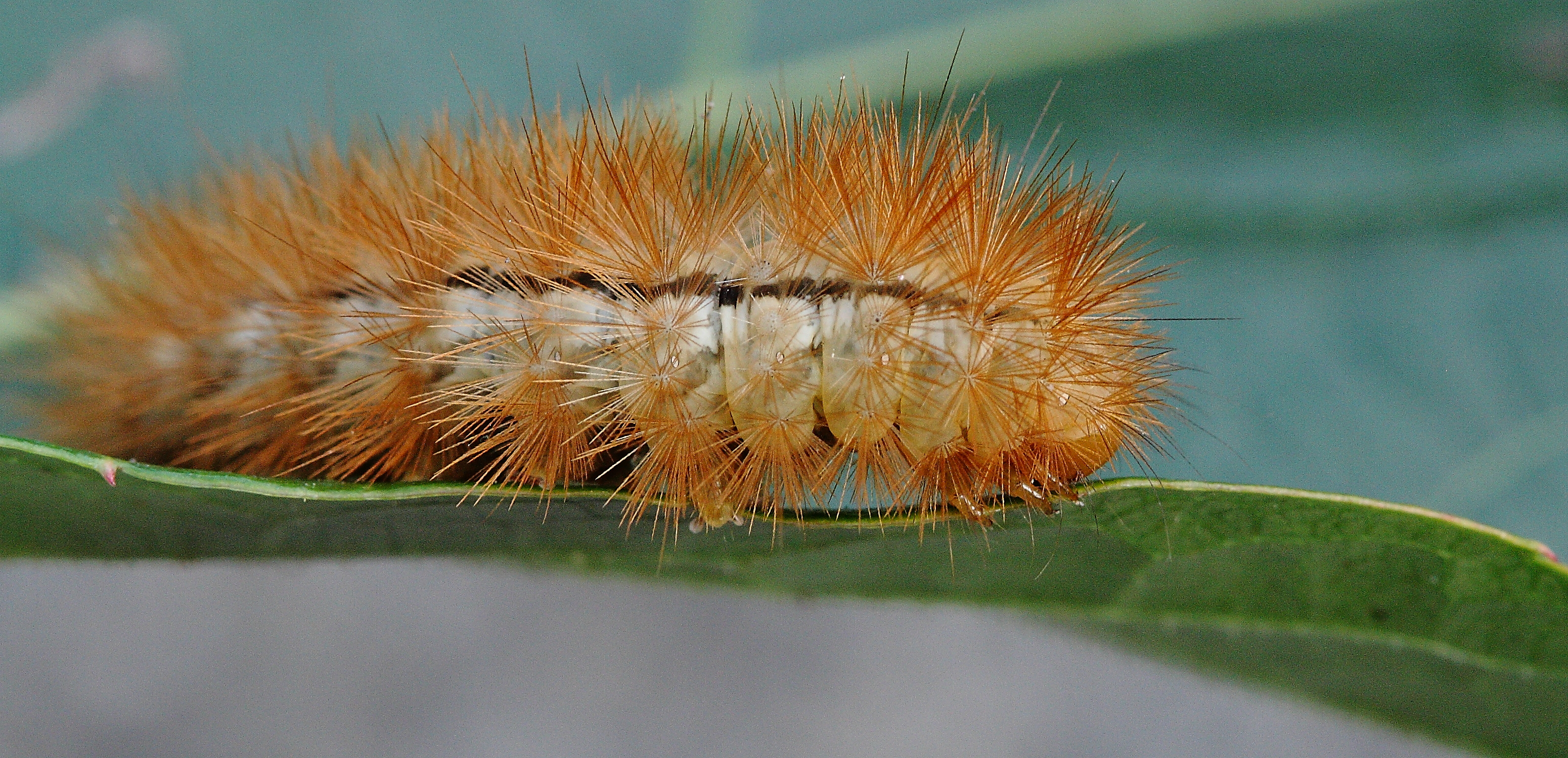
Ende August: Raupe im Wilden Wein

Die Raupen schlüpfen ab Juli. Sie leben auf ihren Futterpflanzen und verpuppen sich im September in einem grauen und weichen Gespinst am Boden. Sie überwintern, bevor sie als fertiger Falter schlüpfen. In günstigen Jahren entwickelt sich eine zweite Generation, die im Herbst fliegt. Die Raupen ernähren sich polyphag von einer Vielzahl von Pflanzen wie z. B.:
- Löwenzahn (Taraxacum spec.)
- Brennnessel (Urtica spec.)
- Taubnessel (Lamium spec.)
- Echter Wurmfarn (Dryopteris filix-mas)
- Wegerich (Plantago spec.)
- Sauerampfer (Rumex acetosa)
- Brombeeren und Himbeere (Rubus spec.)

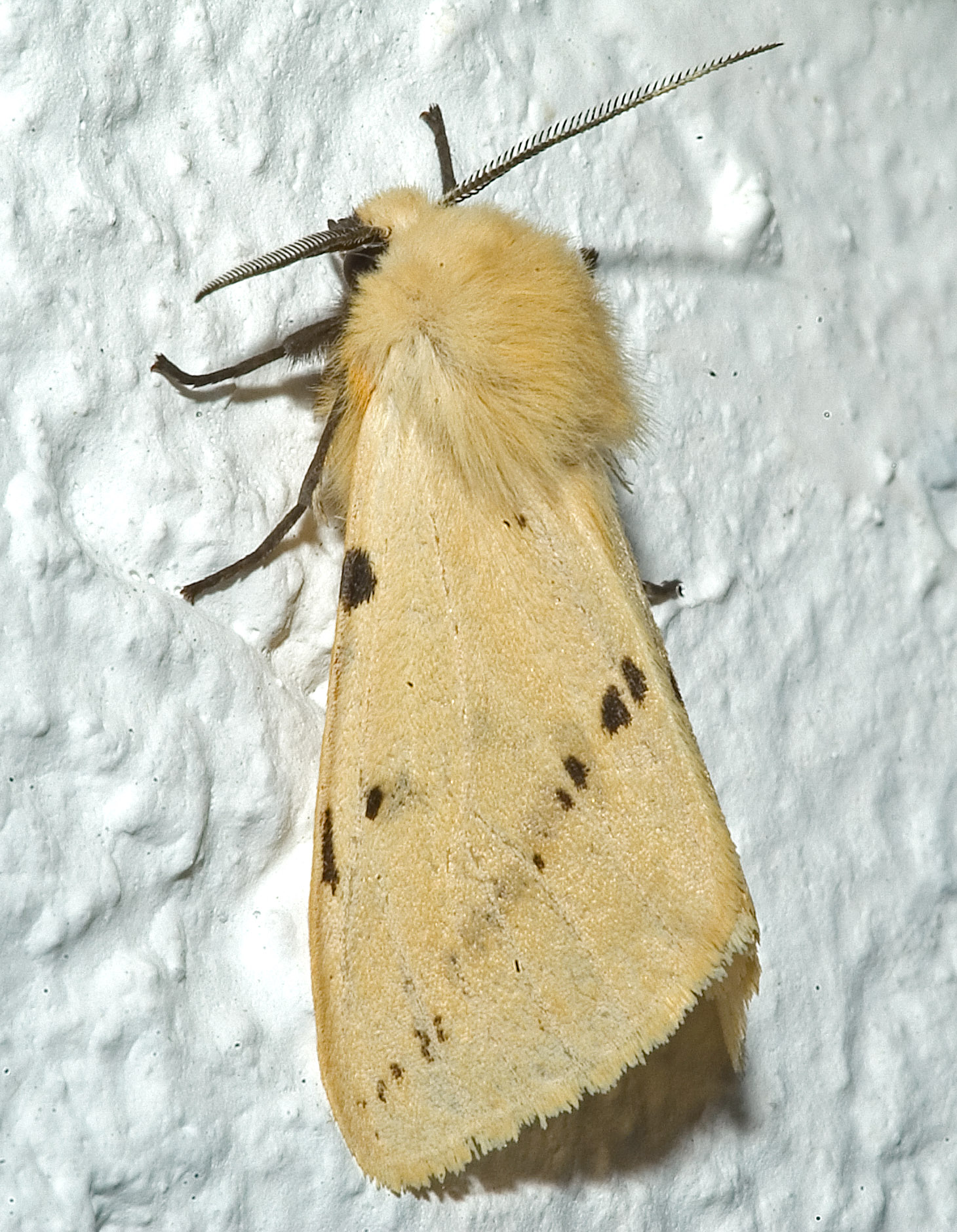
Seitenansicht